# Centre international pour la prévention de la criminalité
Pour les articles homonymes, voir CIPC.
Le Centre international pour la prévention de la criminalité (CIPC) est situé à Montréal et est le seul organisme international non gouvernemental (ONG) axé exclusivement sur la prévention de la criminalité et la sécurité quotidienne.

## Histoire
Le CIPC a été fondé en 1994 par les gouvernements du Canada, de la France et du Québec, inspiré du travail de l’ancien maire français d'Épinay-sur-Seine Gilbert Bonnemaison, qui en fut le président fondateur. 
Le CIPC compte parmi ses membres des gouvernements nationaux et régionaux du monde entier, ainsi que des organismes internationaux, régionaux, nationaux et des villes, mais aussi des organisations non gouvernementales et des associations ayant à cœur les questions de prévention de la criminalité et de sécurité quotidienne. Le CIPC est également soutenu par un comité scientifique international d’experts dans le domaine.

## Mission
Le CIPC a pour mandat de faire la promotion des villes – et d’une société en général – plus sûres et plus saines grâce à la mise en œuvre de pratiques inspirantes et d’initiatives visant à réduire et à prévenir la délinquance et la victimisation. 
Le CIPC a également pour mission de soutenir les normes internationales, en particulier les principes directeurs des Nations unies en matière de prévention de la criminalité (1995 et 2002). Il encourage les pays, les villes et les institutions à investir dans la prévention plutôt que de miser sur des mesures, plus coûteuses, de justice pénale pour lutter contre la criminalité.
Le CIPC s’acquitte de son mandat principalement de trois façons : 
- en recueillant des connaissances internationales sur l’évolution des mesures, la mise en place de stratégies et de pratiques efficaces en prévention de la criminalité, notamment par le développement de recueils de bonnes pratiques, d’outils ainsi que par le biais d’analyse comparative de certaines problématiques;
- en favorisant l’échange d’informations et d’expériences entre responsables politiques, intervenants et chercheurs par l’entremise de séminaires et de colloques organisés régulièrement sur des sujets ciblés;
- et  en fournissant une assistance technique sur le terrain.

Les langues de travail du CIPC sont l’anglais, le français et l’espagnol.
Depuis sa création, le CIPC a travaillé en étroite collaboration avec ONU-Habitat et en particulier avec le programme Pour des villes plus sûres, mais aussi avec ONUDC (l'Office des Nations unies contre la drogue et le crime), respectivement membres du Centre. 
Le CIPC appartient au Réseau des Instituts de la Commission des Nations unies sur la prévention de la criminalité et la justice pénale, composé d’institutions du monde entier dont l’objectif est de soutenir les États Membres et les travaux de la Commission. C’est dans ce cadre que le CIPC a joué un rôle actif auprès de la Commission du crime, notamment à travers l’organisation d’ateliers  sur la prévention de la criminalité à l’occasion du 10e (en 2000 en Autriche), 11e (en 2005 en Thaïlande) et 12e (en 2010 au Brésil) Congrès des Nations unies pour la prévention du crime et la justice pénale. Le CIPC a également contribué à l’élaboration d’un manuel sur la prévention de la criminalité et d’un outil d’évaluation des besoins.
Le CIPC a aussi travaillé en étroite collaboration avec ONU-Habitat sur le développement d’outils et de rapports, avec notamment la récente publication du Guide-ressource pour les jeunes. Enfin, le Centre travaille, entre autres, avec la Banque interaméricaine du développement, la Banque mondiale, le Programme des Nations unies pour le développement et l’Organisation des États Américains.
Il publie tous les deux ans, un rapport international sur les tendances et perspectives dans le domaine de la criminalité, de la prévention de la criminalité et de la sécurité quotidienne, et a participé à plusieurs conférences internationales sur les observations des tendances en criminalité.

## Publications
- Rapport international sur la prévention de la criminalité et la sécurité quotidienne 2008: tendances et perspectives, 2008
- Crime Prevention Assessment Tool, Cross-Cutting Issues 5. Criminal Justice Assessment Toolkit, 2009
- Handbook on the crime prevention guidelines: Making them Work, 2010
- Youth Resource Guide, 2010